# クリストファー・エンクンク
- クリストフェル・エンクンク

クリストファー・エンクンク（Christopher Nkunku、1997年11月14日 - ）は、フランス・ラニー＝シュル＝マルヌ出身のプロサッカー選手。プレミアリーグ・チェルシーFC所属。フランス代表。ポジションはフォワード、ミッドフィールダー。

## 経歴
パリ・サンジェルマンの下部組織出身で、2015年12月にトップチームへと昇格。また、U-19チームとしてUEFAユースリーグに出場。チームの準優勝に貢献していた。2016年9月14日、契約延長を発表した。契約期間は2年間延長され、2020年6月30日までとなる。
2019年7月18日、ライプツィヒと2024年までの契約を締結した。2021-22シーズン。34試合で20ゴール13アシスト(ゴール数はリーグ4位、アシスト数はリーグ2位)を決める活躍で、ブンデスリーガ年間最優秀選手に選出された。
2022-23シーズン、16ゴールでブンデスリーガ得点王のタイトルを獲得した。DFBポカール決勝のフランクフルト戦では1ゴール1アシストを決めて優勝に貢献した。
2023年6月20日、チェルシーと6年契約を締結した。背番号は18番。プレシーズンで好調を示し、中心選手として期待されていたが、シーズン開幕直前の8月2日に行われたドルトムントとの親善試合で負傷。膝の手術を受け、長期の離脱となる可能性が報じられた。

## 代表経歴
2012年からフランスの世代別代表に招集され始め、2017年にはU-20フランス代表の一員としてFIFA U-20ワールドカップに参加し、3試合に出場した。
2022年3月25日、コートジボワール代表との親善試合にてフランス代表初キャップを刻んだ。2022年、ワールドカップカタール大会を戦う26人のメンバーに選出されていたが、負傷でメンバーから外れた。

## タイトル
パリ・サンジェルマン
- リーグ・アン:2015-16, 2017-18, 2018-19
- クープ・ドゥ・フランス:2016-17, 2017-18
- クープ・ドゥ・ラ・リーグ:2016-17, 2017-18
- トロフェ・デ・シャンピオン:2017, 2018

ライプツィヒ
- DFBポカール:2021-22, 2022-23

個人
- ブンデスリーガ年間最優秀選手:2021-22
- ブンデスリーガ得点王:2022-23

## 個人成績

### クラブ
2023年6月30日現在
| クラブ                | シーズン     | リーグ戦       | リーグ戦 | リーグ戦 | 国内カップ | 国内カップ | リーグカップ | リーグカップ | 国際大会 | 国際大会 | その他 | その他 | 合計 | 合計 |
| クラブ                | シーズン     | ディヴィジョン | 出場     | 得点     | 出場       | 得点       | 出場         | 得点         | 出場     | 得点     | 出場   | 得点   | 出場 | 得点 |
| --------------------- | ------------ | -------------- | -------- | -------- | ---------- | ---------- | ------------ | ------------ | -------- | -------- | ------ | ------ | ---- | ---- |
| パリ・サンジェルマンB | 2015-16      | 全国選手権2    | 18       | 2        | -          | -          | -            | -            | -        | -        | -      | -      | 18   | 2    |
| パリ・サンジェルマンB | 2016-17      | 全国選手権2    | 9        | 3        | -          | -          | -            | -            | -        | -        | -      | -      | 9    | 3    |
| パリ・サンジェルマンB | クラブ通算   | クラブ通算     | 27       | 5        | 0          | 0          | 0            | 0            | 0        | 0        | 0      | 0      | 27   | 5    |
| パリ・サンジェルマン  | 2015-16      | リーグ・アン   | 5        | 0        | 0          | 0          | 0            | 0            | 1        | 0        | 0      | 0      | 6    | 0    |
| パリ・サンジェルマン  | 2016-17      | リーグ・アン   | 8        | 1        | 4          | 1          | 3            | 0            | 1        | 0        | 0      | 0      | 16   | 2    |
| パリ・サンジェルマン  | 2017-18      | リーグ・アン   | 20       | 4        | 3          | 1          | 3            | 0            | 0        | 0        | 1      | 0      | 27   | 5    |
| パリ・サンジェルマン  | 2018-19      | リーグ・アン   | 22       | 3        | 5          | 0          | 1            | 0            | 0        | 0        | 1      | 1      | 29   | 4    |
| パリ・サンジェルマン  | クラブ通算   | クラブ通算     | 55       | 8        | 12         | 2          | 7            | 0            | 2        | 0        | 2      | 1      | 78   | 11   |
| ライプツィヒ          | 2019-20      | ブンデスリーガ | 32       | 5        | 3          | 0          | -            | -            | 9        | 0        | 0      | 0      | 44   | 5    |
| ライプツィヒ          | 2020-21      | ブンデスリーガ | 28       | 6        | 5          | 0          | -            | -            | 7        | 1        | 0      | 0      | 40   | 7    |
| ライプツィヒ          | 2021-22      | ブンデスリーガ | 34       | 20       | 6          | 4          | -            | -            | 12       | 11       | 0      | 0      | 52   | 35   |
| ライプツィヒ          | 2022-23      | ブンデスリーガ | 25       | 16       | 3          | 3          | -            | -            | 7        | 3        | 1      | 1      | 36   | 23   |
| ライプツィヒ          | クラブ通算   | クラブ通算     | 119      | 47       | 17         | 7          | 0            | 0            | 35       | 15       | 1      | 1      | 172  | 70   |
| キャリア通算          | キャリア通算 | キャリア通算   | 201      | 60       | 29         | 9          | 7            | 0            | 37       | 15       | 3      | 2      | 277  | 86   |

### 代表
- 国際Aマッチ 10試合0得点（2022年 - ）

| フランス代表 | 国際Aマッチ | 国際Aマッチ |
| 年           | 出場        | 得点        |
| ------------ | ----------- | ----------- |
| 2022         | 8           | 0           |
| 2023         | 2           | 0           |
| 通算         | 10          | 0           |